# Wilhelm Gottlieb Rosenhauer
Wilhelm Gottlieb Rosenhauer, ou Wilhelm Gottlob Rosenhauer, (11 septembre 1813 à Wunsiedel - 13 juin 1881 à Erlangen) est un zoologiste bavarois, spécialisé dans l'entomologie.
Rosenhauer étudie à la médecine à l'Université d'Erlangen et passe un doctorat sur les dytiques et les carabidés. Il devient conservateur à l'institut zoologique d'Erlangen en 1843, et professeur dans le même institut en 1858.
Il travaille sur la systématique des coléoptères. Il publie une liste des animaux d'Andalousie à la suite d'un voyage effectué en 1849.
Il est membre de la société Linné de Lyon, de la société d'histoire naturelle « Lotos » de Prague, de la Société pour la médecine et l'histoire naturelle de Bruxelles, et de la société d'entomologie de Paris.

## Écrits
- Die Lauf- und Schwimmkäfer Erlangens mit besonderer Berücksichtigung ihres Vorkommens und ihres Verhältnisses zu denen einiger anderer Staaten Europas, Erlangen: Blaesing 1842, Digitalisat
- Die Thiere Andalusiens nach dem Resultate einer Reise zusammengestellt nebst den Beschreibungen von 249 neuen oder bis jetzt noch unbeschriebenen Gattungen und Arten, Erlangen: Blaesing 1856, Biodiversity Heritage Library